# Gisella Orjeda
María Gisella Orjeda Fernández (Lima, 1960) es una investigadora peruana especialista en genómica de plantas. Estableció y dirigió la primera unidad de investigación de genómica en el Perú. Ha ejercido la presidencia del Consejo Nacional de Ciencia, Tecnología e Innovación del Perú (CONCYTEC) y la presidencia ejecutiva del Instituto Nacional de Investigación en Glaciares y Ecosistemas de Montaña (INAIGEM). Desde el 2019 se desempeña como investigadora y profesora principal de la Universidad Nacional Mayor de San Marcos y desde el 2021 asumió, además, el cargo de vicepresidente de la Academia Nacional de Ciencias del Perú.

## Biografía

### Primeros años y educación
Gisella Orjeda nació en Lima en 1960. Su interés por la biología inició a los 3 años cuando jugaba a operar a sus muñecas, a hacer pócimas con las plantas y a realizar experimentos con el equipo de química que le obsequió su padre.
Bióloga de profesión, graduada en la Universidad Nacional Agraria La Molina (1987) donde, en 1989, obtuvo el grado de magíster en mejoramiento genético de plantas. En 1995 obtuvo el grado de doctor, con mención en genética, en la Universidad de Birmingham (Reino Unido).

### Carrera
Al terminar el doctorado se mudó a Francia desde donde contribuyó, por más de 10 años en diversos proyectos de investigación en genómica en entidades del sector privado como la Red Internacional para el Mejoramiento del Banano y el Plátano (INIBAP), el Centro Nacional de Secuenciación de Francia (GENOSCOPE) y la Unidad de Investigación en Genómica Vegetal del Instituto Nacional para la Investigación Agronómica (INRA) de Francia, dedicándose en este último, a la identificación, mediante clonamiento posicional, de genes de resistencia a virus en plantas (cucumis).
En el marco de un programa de repatriación de científicos de la Universidad Peruana Cayetano Heredia (UPCH) en colaboración con el Consejo Nacional de Ciencia, Tecnología e Innovación (CONCYTEC), en el 2005 regresó a su país con la misión de establecer la primera Unidad de Investigación de Genómica del Perú, la misma que dirigió a la par de su desempeño como docente investigador. Años después ejerció además como coordinadora de la Sección de Bioquímica y Biología Molecular y alcanzó el nombramiento como profesora principal de dicha casa de estudios.
En el 2011 presidió la Comisión Consultiva de Ciencia y Tecnología del gobierno peruano y en el 2012 asumió la presidencia del Consejo Nacional de Ciencia, Tecnología e Innovación  (CONCYTEC) del Perú, cargo que ejerció hasta el 2017. Durante su gestión se consiguieron importantes logros a favor de la investigación en el Perú. Se diseño la primera Política Nacional de Ciencia, Tecnología e Innovación (CTI), se establecieron las bases para construir programas nacionales consensuados para apoyar a la CTI y se puso en marcha el Programa Especial de Popularización de la Ciencia, Tecnología e Innovación, la primera apuesta oficial del Estado para promover el desarrollo de la cultura científica en la sociedad peruana.
El 1 de agosto de 2018 fue designada Presidenta Ejecutiva del Instituto Nacional de Investigación en Glaciares y Ecosistemas de Montaña (INAIGEM). Desde allí, lideró un equipo de científicos durante la expedición Antar XXVI en la Antártida, para investigar el impacto del retroceso glaciar en la biodiversidad marina y contribuyó con la generación de información para minimizar los efectos del cambio climático sobre la naturaleza en colaboración con Lonnie Thompsom, el glaciólogo norteamericano pionero en la investigación de los nevados tropicales y líder de una expedición cuyo objetivo era investigar los 20 000 años de los glaciares del Huascarán Lamentablemente, la expedición fue interrumpida por conflictos con las comunidades de la zona. Orjeda dejó el cargo en enero del 2020. 
Luego de su paso por el sector público desde CONCYTEC e INAIGEM entendió la importancia del servicio público. Por ello, en el 2019 decidió regresar a la academia para seguir contribuyendo con la formación de talentos científico y la producción de conocimiento pero desde el sector público, integrandose así, a la Universidad Nacional Mayor de San Marcos (UNMSM) en donde se desempeña como investigadora y profesora principal. En el 2021 asumió, además, el cargo de vicepresidente de la Academia Nacional de Ciencias del Perú, cargo que ha sido renovado en el 2024 por tres años adicionales.

### Proyectos de divulgación científica
Orjeda dedica parte de su tiempo a labores de divulgación de la ciencia desde “En Órbita”, un emprendimiento de un grupo de profesionales de diferentes ramas del conocimiento y las artes, que busca poner los conocimientos científicos al alcance de todos.

## Investigación
Contribuyó con el secuenciamiento y elucidación del genoma del arroz (Oryza sativa L.) como producto de la colaboración del Proyecto Internacional de Secuenciación del Genoma del Arroz (IRGSP) del cual formaba parte el Centro Nacional de Secuenciación de Francia, conocido como GENOSCOPE. Su trabajo se centró especialmente en el secuenciamiento y construcción del mapa físico del cromosoma XII del arroz.
Ha contribuido activamente con el secuenciamiento del genoma de la papa (Solanum tuberosum), tratándose de la primera secuencia descifrada a partir de una Astérida, un grupo de plantas con flores que abarca cerca del 25% de la totalidad de especies de plantas. Por parte del Perú, el equipo compuesto por investigadores de la Universidad Peruana Cayetano Heredia (liderados por Orjeda) y la Universidad Nacional San Cristóbal de Huamanga se centró en el secuenciamiento del ADN, el mapa genético, el mapa físico y la búsqueda de genes de importancia para la resistencia a enfermedades, sequía y calidad de este importante tubérculo. La secuencia genómica de la papa ayuda a entender el crecimiento y la reproducción de este producto, considerado el tercer cultivo más importante del mundo. Esta información es clave ya que ayuda a científicos y agricultores a mejorar el rendimiento, la calidad, el valor nutricional y la resistencia a enfermedades de las diferentes variedades de este tubérculo. Los resultados fueron publicados en el 2011 en la prestigiosa revista Nature como resultado del trabajo conjunto del Consorcio de Secuenciamiento del Genoma de la Papa (PGSC) conformado por investigadores de 16 países.
A partir de su ingreso a la UNMSM lleva a cabo principalmente dos proyectos de investigación. El primero lo realiza como parte de un grupo multidisciplinario de biólogos, físicos, sociólogos, antropólogos, entre otros profesionales dedicados a investigar los factores que están provocando la muerte de los algarrobos de la costa norte del Perú. El equipo liderado por Orjeda está a cargo del secuenciamiento del genoma del algarrobo y del estudio del conjunto de virus que residen en los algarrobos enfermos, para determinar la enfermedad que los está matando. El segundo proyecto evalúa la viabilidad de la codificación mediante barras del ADN/ARN, técnica conocida como metabarcoding, al usar ADN ambiental aéreo y tecnologías de secuenciación portátil para estimar la diversidad de mamíferos en la Amazonía Peruana.

## Premios y reconocimientos
- El 15 de octubre del 2012, la Asamblea Nacional de Rectores (ANR) le otorgó el reconocimiento "Mujeres destacadas en el Perú"[37]
- En diciembre de 2016, recibió la Medalla Nacional ENCINAS,[11][12] medalla otorgada por la Derrama Magisterial a personas que han dedicado su vida a la generación del conocimiento y la cultura.[1]
- Ha recibido la condecoración como «Comendador»[11] y el premio «Mejor científico-gestor» otorgados por su labor en UPCH[1]
- En el 2019, el portal estadounidense N+1 la incluyó en su lista de "Mujeres Latinoamericanas Ejemplares"[9][38][39]
- El 11 de febrero del 2020, el Ministerio de Cultura del Perú la reconoció como una de las a seis impulsoras de la investigación y la ciencia en el país[16]
- El portal español Social Media reconoció su labor en la divulgación de la ciencia incluyéndola dentro de su selección de divulgadoras del 2020[1]
- En el 2022 fue incluida en el Listado Forbes de "Las 50 mujeres más poderosas de Perú"[5][40]
- El 8 de marzo del 2023, el portal Infobae la incluyó en su lista de "Las peruanas que hicieron historia en la ciencia"[38]
- Es miembro titular de la Academia Nacional de Ciencias del Perú[41]